# الطاقة المتجددة في المكسيك

شعار نبالة المكسيك.

تبلغ نسبة الطاقة الكهربائية المولدة عن طريق الطاقة المتجددة في المكسيك 26% من مجمل الطاقة المولدة في البلاد. أصبحت كلًّا من الطاقة المائية والطاقة الحرارية وطاقة تدرج الحرارة الأرضية والطاقة الشمسية وطاقة الرياح مصادرًا للطاقة المتجددة في المكسيك بدءًا من عام 2009. بُذلت جهودٌ طويلة الأمد في البلاد بهدف زيادة الاستفادة من مصادر الطاقة المتجددة. تضع كمية الطاقة الحرارية الأرضية المستفاد منها في توليد الطاقة الكهربائية المكسيكَ في المرتبة الرابعة على مستوى العالم في هذا المجال.
يواصل المسؤولون في الدولة والحكومة المكسيكية- مع زيادة انتشار الاهتمام بالطاقة النظيفة المستدامة- الاستثمارَ في الأبحاث والابتكارات المتعلّقة بالطاقة المتجددة بهدف جعل بلادهم مثالاً رائداً في هذا المجال على مستوى العالم. تشير التوقعات القائمة على التقييمات الحالية لوضع الطاقة في المكسيك إلى ارتفاع نسبة الطاقة الكهربائية المولدة عن طريق الطاقة المتجدّدة في البلاد بحلول العام 2035 من 26% إلى 35% من مجمل الطاقة الكهربائية المولدة.
لن يؤمن هذا القدر من الطاقة المتجددة مستقبلاً مضمونا فحسب، بل سيزيد من فرص العمل في المناطق الريفية أيضاً. فقد ازدادت الوظائف في قطاع الطاقة المتجددة بنسبة 14% خلال السنوات الثمانية الماضية. تؤدي الزيادة في استثمار الطاقة المتجددة في توليد الكهرباء -مع وجود العديد من الاعتراضات على خلق المزيد من الوظائف المنزلية لسكان المكسيك- إلى انخفاض الطلب على الوقود والبنزين والفحم والغاز الطبيعي، ومع انخفاض الطلب على هذا النوع من الوقود وخاصة البنزين والديزل وارتفاع الطلب على كيروسين الطائرات، ستنخفض أيضاً حاجة البلاد إلى الاستيراد، وهو ما يؤدي بدوره إلى زيادة الأمن القومي.

## تاريخ الطاقة المتجددة في المكسيك
من الواضح أن العالم يتحول باطراد نحو البحث عن طرق أكثر ابتكارًا لاستخدام الطاقة الكهربائية المولدة من وسائل الطاقة المتجددة في حياتنا اليومية. من المهم عند النظر إلى النتائج الحاليّة تحديد كيف أصبحت وسائل توليد الطاقة الكهربائية من الطاقات المتجددة أمرًا سائدًا، لذلك فعلينا النظر إلى ما ركز عليه الباحثون والعلماء طوال الفترة الماضية. »تتمتع طاقة الكتلة الحيوية بأعلى الإمكانيات (من 2635 إلى 3771 بيتا جول/السنة) ، وكان هذا النوع من الطاقة الموضوع الأكثر انتشارًا في المنشورات البحثية في البلاد خلال الثلاثين عامًا الماضية (بين عامي 1982 و 2012). «على الرغم من الأبحاث التي يقوم بها العلماء حول هذا الموضوع، فإنه من الضروري فهم النتائج الواقعية لهذا النوع المحدد من الطاقة. فقد تراجعت نسبة استهلاك الطاقة الكهربائية المولَّدة بطرق طاقة الكتلة الحيوية منذ عام 1965 بشكل تدريجي من 19.5% من مجمل الطاقة المولدة في البلاد حتى وصل إلى 5.3% فقط في عام 2005».
من المهمّ أيضًا الحديث عن المساهمات المادية التاريخية للاستثمار في هذا النوع من الطاقة، فقد زادت العديد من بلدان العالم من الأموال المصروفة على تمويل المبادرات والبحوث الجديدة على مر السنين، يوضح الرسم البياني التالي الدعم المستمر لهذا النوع من المصادر، ويشمل ذلك المعدات الخضراء، وأبحاث الطاقة، والتنفيذ، والتعديل على المساهمات السابقة بهدف إجراء التحسينات. كانت المكسيك في الماضي معروفة بالإمداد والإنتاج الضخمين لكلّ من الغاز والنفط، وعلى الرغم من تحفيز هاتين المادتين لاقتصاد البلاد بشكل كبير، فإنهما قد فرضتا بالمقابل ضغوطا كبيرة على حالة المخاوف البيئية. على الرغم من المحاولات الحثيثة للتقليل من الاستفادة من مصادر الطاقة المتجددة في المكسيك، فإن العديد من الشركات الخاصة تسيطر على السوق، وتمنع ذلك. ما يزال مصدر الطاقة القديم المهيمن يظهر بقوة كبيرة في البلاد بالرغم من ظهور المزيد من الحوافز والائتمانات الضريبية التي تعطيها الحكومة للشركات للتحول للطاقة المتجددة الصديقة للبيئة. لم تكن الحكومة وحيدة في تقديمها للاستثمارات في مجال الطاقة المتجددة، بل ساهمت أيضًا شركات أجنبية عديدة ومنظمات دولية في الارتفاع المتزايد باستهلاك الطاقة الخضراء.
أصبح البحث عن بدائل للوقود الأحفوري حاجة ملحة تزداد أهميتها يوما بعد يوم وخصوصًا مع إثبات علماء الأنثروبولوجيا للتحول المستمر في المناخ والازدياد في درجة حرارة الكرة الأرضية الذي نشير إليه اليوم باسم «التغير المناخي». أثبت الدراسات أن السبب وراء ذوبان القمم الجليدية والزيادة العامة في درجات الحرارة في جميع أنحاء الكرة الأرضية يعود إلى بقايا الوقود الأحفوري والانبعاثات الكربونية التي تعرضت لها الأرض لعقود طويلة من الزمن. تاريخيًا، كان إنكار العلاقة بين ارتفاع نسب التغير المناخي وانتشار الغازات الحابسة للحرارة أمرًا سائدًا، أما في الآونة الأخيرة فقد أصبحت العلاقة بين الأمرين أكثر وضوحًا، »بالنظر إلى أن 86% من الطاقة المولدة في العالم تأتي من الوقود الأحفوري -وهو ما ينتج 27 مليار طن من انبعاثات ثاني أكسيد الكربون بشكل سنوي- فإن إيجاد مصادر بديلة للطاقة هو عنصر حاسم في استراتجية الحدّ من التغير المناخي«. على الرغم مما سبق، فالاعتقاد بأن السبب الوحيد وراء التغير المناخي هو انبعاثات ثاني أكسيد الكربون ليس سائدًا، إذ كانت الزيادة المطردة في عدد السكان سببًا إضافيًا في ذلك، يمكن ملاحظة المساهمات الضخمة التي قدمتها المكسيك في هذا المجال عند أخذ موقع هذا البلد في قائمة أكثر 10 بلدان مأهولة بالسكان على مستوى العالم بعين الاعتبار.